# 김영석 (1887년)
김영석(金永碩, 1887년 ~ ?)은 통감부 기수 출신으로 일제강점기의 관료이다.

## 생애
출신지는 한성부이다. 1908년에 통감부 임시재원조사국 기수에 임명되었고, 1910년 한일 병합 조약 체결 후 조선총독부 임시토지조사국 기수로 소속을 이동했다. 이후 임시토지조사국의 측량과와 측지과에서 근무했다.
1925년에는 조선총독부 직속 기구인 임야조사위원회 통역생 겸 서기에 임명되었다. 토지조사 분야에서 장기간 일하다가 1932년에 조선총독부 군수로 승진하면서 고등관 6등으로 함경남도 고원군 군수에 임명되었다.
고원군수로 재직 중이던 1935년에 총독부가 편찬한 《조선공로자명감》에 조선인 공로자 353명 중 한 명으로 수록되어 있다. 조선총독부가 시정25주년을 기해 표창한 표창자 명단에도 포함되어 있다.
1938년에는 함경남도 이원군 군수로 재직 중이었고, 일본 정부로부터 훈6등 서보장을 수여받는 등 종6위 훈6등에 서위되어 있었다.
2008년 공개된 민족문제연구소의 친일인명사전 수록예정자 명단 중 관료 부문에 포함되었다.

## 참고 자료
- 김영석(金永碩) - 국사편찬위원회